# Sveinn Aron Guðjohnsen
Sveinn Aron Guðjohnsen, né le 12 mai 1998 à Reykjavik en Islande, est un footballeur international islandais, qui évolue au poste d'avant-centre à Sarpsborg.

## Biographie

### En club
Né à Reykjavik en Islande, Sveinn Aron Guðjohnsen est formé en Espagne, au FC Barcelone puis au CF Gavà, avant de retourner dans son pays natal, où il fait ses débuts en professionnel avec le club du HK Kópavogur. Il joue son premier match le 16 février 2016, à l'occasion d'une rencontre de coupe de la Ligue islandaise face au Víkingur Reykjavik (défaite 0-1).
Le 26 juillet 2018, il s'engage avec le Spezia Calcio, qui évolue alors en Serie B. Il fait sa première apparition sous ses nouvelles couleurs le 29 septembre 2018, lors d'un match de championnat contre le Carpi FC. Il entre en jeu à la place d'Andrey Galabinov et son équipe remporte la partie (2-1). Il inscrit son premier but le 11 août 2019, en coupe d'Italie face à Aurora Pro Patria 1919. Titulaire, il participe donc à la large victoire des siens (5-0).
Le 13 septembre 2020, il est prêté pour une saison au club danois de l'Odense BK.
Le 14 août 2021, il signe avec Elfsborg en Suède jusqu'à la fin de l'année 2024.

### En sélection
Avec les espoirs Sveinn Aron Guðjohnsen marque son premier but le 22 mars 2019 contre la Tchéquie (1-1). Il ensuite retenu avec cette sélection pour disputer le championnat d'Europe espoirs en 2021. Il se fait remarquer dès le premier match en inscrivant un but lors de la défaite face à la Russie le 25 mars (4-1).
Avant même la fin du championnat d'Europe espoirs, Sveinn Aron Guðjohnsen est appelé par Arnar Viðarsson, le sélectionneur de l'équipe A et il honore sa première en sélection avec l'équipe d'Islande le 31 mars 2021, contre le Liechtenstein. Il est titulaire lors de cette rencontre remportée par son équipe par quatre buts à un. Avec la sélection nationale, il inscrit son premier but le 15 janvier 2022, lors d'un match amical face à la Corée du Sud, en réduisant le score à la 55e minute de jeu alors que son équipe était menée 0-3 (la rencontre sera finalement perdue par les Scandinaves sur le score de 1-5).

## Vie personnelle
Il est le fils de Eiður Guðjohnsen, ancien attaquant international islandais qui a évolué dans de nombreux grands clubs européens tels que Chelsea, le FC Barcelone et Tottenham notamment, et donc le petit-fils de Arnór Guðjohnsen. Ses 2 frères, Andri Guðjohnsen et Daníel Guðjohnsen, sont également footballeurs,,.